# Древнепермское письмо
Древнепе́рмская пи́сьменность (коми Важ Перым гижӧм, также абур, анбур, пермская или зырянская азбука, стефановская азбука) — алфавитная письменность, использовавшаяся для записи древнепермского языка в XIV—XVII веках. Создана проповедником и просветителем коми Стефаном Пермским в 1375 году в Перми Вычегодской, в районе нынешнего села Усть-Вымь на Вычегде, на основе кириллицы, греческого алфавита и древнепермских рунических символов (пасов).
Созданная Стефаном азбука названа по первым двум буквам алфавита (ан и бур). Иногда использовалась как тайнопись для русского языка. Вышла из употребления в XVII веке, будучи вытеснена кириллицей.
9 мая по новому стилю (26 апреля по старому стилю) — день памяти Стефана Пермского — отмечается как День древнепермской письменности.

## Общие сведения
Азбука содержит 38 букв. Разделение на строчные и заглавные буквы отсутствует. Направление письма — слева направо, строки идут сверху вниз. Используются диакритические знаки, для стандартных сокращений — титло. Знаки пермской азбуки весьма однообразны и однотипны в виде острого угла в том или ином положении, что позволяет отнести её в разряд полусловицы.

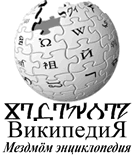
Первоначальный логотип Коми-зырянской Википедии с надписью древнепермским письмом

Сохранилось несколько памятников древнепермской письменности: списки азбуки (более 10), Приписка Кылдасева на Номоканоне (1510), надпись на иконе «Троицы» (XV век), надпись на иконе «Сошествие» (2-я половина XV века), запись в рукописной книге «Григория Синаида» (середина XV века), подпись епископа Пермского Филофея под грамотой (1474) и ряд других, обычно разрозненных. Корпус древнепермской письменности довольно мал, на 1980 год были известны всего 236 словоформ древнепермского языка, записанных абуром, на 2021 год к ним добавилось ещё несколько десятков найденных и введённых в научный оборот словоформ.
Надписи на абуре — одни из самых древних среди финно-угорских языков. Только на венгерском и карельском языках существуют более ранние памятники.

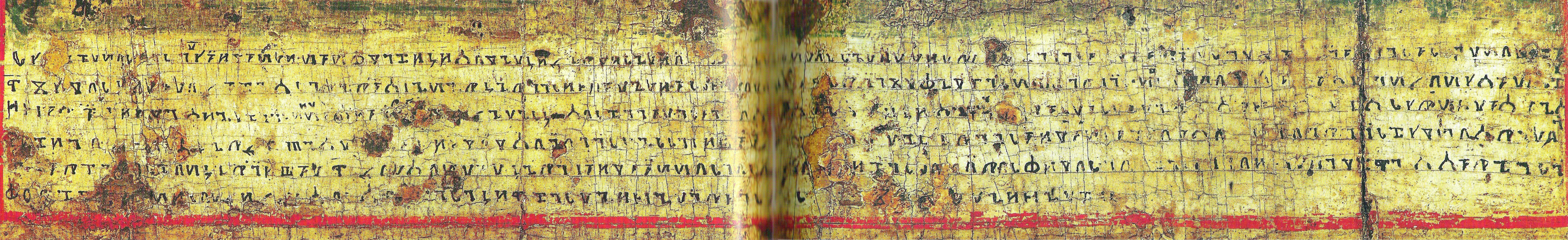
Древнейшая надпись на коми-зырянском языке, сделанная древнепермским письмом на иконе Троицы Зырянской (1379—1400 годы, ВГИАХМЗ, Вологда)

## Использование в качестве тайнописи

Карамзинский список зырянской азбуки, 1829

Уже в XV веке абур как малоизвестная письменность превратился в тайнопись. Но и в этом качестве широкое его применение ограничено XV и началом XVI века в областях Великого княжества Московского и Новгородской земли.
В качестве хорошего образца применения пермской азбуки можно указать рукопись Хроники Георгия Амартола с Эллинским летописцем. Здесь на свободных от письма листах, большей частью на полях, рассеяны заметки читателей или писца.
Несколько своеобразный вариант пермского письма даёт рукопись XVI века, неправильно названная «Козьмой Индикопловом». Здесь слова, написанные пермским письмом, помещены в самом тексте. Писец одновременно писал и тем, и другим шрифтом, с ошибками (вероятно, плохо знал письменность).
Отдельные слова, приписки и буквы встречаются в:
- тексте Иосифа Флавия (Собрание Большой Патриаршей библиотеки, № 770), XVI—XVII века,
- рукописи Дионисия Ареопагита в приписке XVI века из Усть-Выми (Царского — Уварова № 48),
- книге малых Пророков начала XVI века, Российская национальная библиотека (F. 1. № 3),
- Служебной минее библиотеки Успенского собора (Исторический музей) № 18 (пергамент начала XV века),
- книгах библиотеки Архива Министерства иностранных дел, 69 (XV—XVI века).

В качестве тайнописи стефановскую азбуку широко использовали представители так называемой ереси жидовствующих и их идейные противники — представители кружка архиепископа Геннадия. Корпус текстов, записанных абуром, обширнее представлен на церковнославянском языке, чем на древнепермском.

## Древнепермская азбука
| Буква | Буква | Название    | Транслитерация в коми языке | Транскрипция в коми языке | Транслитерация в русском языке | Комментарий                                                      |
| ----- | ----- | ----------- | --------------------------- | ------------------------- | ------------------------------ | ---------------------------------------------------------------- |
|       | 𐍐     | ан          | а                           | [a]                       | а                              |                                                                  |
|       | 𐍑     | бур         | б                           | [b]                       | б                              |                                                                  |
|       | 𐍒     | гай         | г                           | [ɡ]                       | г                              |                                                                  |
|       | 𐍓     | дой         | д                           | [d], [dʲ]                 | д                              |                                                                  |
|       | 𐍔     | э           | е, э                        | [e̞]                       | е, э                           |                                                                  |
|       | 𐍕     | жой         | ж                           | [ʒ], [zʲ]                 | ж                              |                                                                  |
|       | 𐍖     | джой        | дж                          | [d͡ʐ]                      | —                              |                                                                  |
|       | 𐍗     | зата        | з                           | [z]                       | з                              |                                                                  |
|       | 𐍘     | дзита       | дз                          | [d͡zʲ]                     | —                              |                                                                  |
|       | 𐍙     | и           | і, и, й                     | [i], [j]                  | і, и, й                        |                                                                  |
|       | 𐍚     | кокэ        | к                           | [k]                       | к                              |                                                                  |
|       | 𐍛     | лэй         | л                           | [l], [lʲ]                 | л                              |                                                                  |
|       | 𐍜     | мэнӧ        | м                           | [m]                       | м                              |                                                                  |
|       | 𐍝     | нэнӧ        | н                           | [n], [nʲ]                 | н                              |                                                                  |
|       | 𐍞     | во̂й         | о̂                           | [o]                       | о                              |                                                                  |
|       | 𐍟     | пэ̂й         | п                           | [p]                       | п                              |                                                                  |
|       | 𐍠     | рэй         | р                           | [r]                       | р                              |                                                                  |
|       | 𐍡     | сий         | с                           | [s]                       | с                              |                                                                  |
|       | 𐍢     | тай         | т                           | [t], [tʲ]                 | т                              |                                                                  |
|       | 𐍣     | у           | у, в                        | [u], [v]                  | у                              |                                                                  |
|       | 𐍤     | чэры        | тш, ч                       | [t͡ʂ], [t͡sʲ]               | ч                              |                                                                  |
|       | 𐍥     | шой         | ш                           | [ʃ], [sʲ]                 | ч                              |                                                                  |
|       | 𐍦     | (щой)       | —                           | —                         | ш                              | Для русской тайнописи                                            |
|       | 𐍧     | ыры         | ы                           | [ɨ]                       | —                              |                                                                  |
|       | 𐍨     | (еры)       | —                           | —                         | ы                              | Для русской тайнописи                                            |
|       | 𐍩     | о           | о, ӧ                        | [o̞], [ə]                  | о                              |                                                                  |
|       | 𐍪     | (о / омега) | —                           | —                         | ѡ                              | Для русской тайнописи                                            |
|       | 𐍫     | (эф)        | —                           | —                         | ф                              | Для заимствованных слов; часто заменяется буквой пэй с умляутом  |
|       | 𐍬     | (ха)        | —                           | —                         | х                              | Для заимствованных слов; часто заменяется буквой кокэ с умляутом |
|       | 𐍭     | цю          | —                           | —                         | ц                              | Для заимствованных слов                                          |
|       | 𐍮     | вэр         | в                           | [v]                       | в                              |                                                                  |
|       | 𐍯     | (ер)        | —                           | —                         | ъ                              | Для заимствованных слов                                          |
|       | 𐍰     | (ерь)       | —                           | —                         | ь                              | Для заимствованных слов                                          |
|       | 𐍱     | (ять)       | э̂                           | [e]                       | ѣ                              |                                                                  |
|       | 𐍲     | (е)         | —                           | —                         | е                              | Для заимствованных слов                                          |
|       | 𐍳     | (ю)         | —                           | —                         | ю                              | Для заимствованных слов                                          |
|       | 𐍴     | (я)         | —                           | —                         | я (ꙗ)                          | Для заимствованных слов                                          |
|       | 𐍵     | (я / юс)    | —                           | —                         | я (ѧ)                          | Для заимствованных слов                                          |

## В Юникоде
Древнепермское письмо было добавлено в Юникод в версии 7.0 в июне 2014 года.
| Древнепермское письмо[1][2] Официальная таблица символов Консорциума Юникода (PDF)                         |   |   |   |   |   |   |   |   |   |   |   |   |   |   |   |   |
| | 0 | 1 | 2 | 3 | 4 | 5 | 6 | 7 | 8 | 9 | A | B | C | D | E | F |
| U+1035x | 𐍐 | 𐍑 | 𐍒 | 𐍓 | 𐍔 | 𐍕 | 𐍖 | 𐍗 | 𐍘 | 𐍙 | 𐍚 | 𐍛 | 𐍜 | 𐍝 | 𐍞 | 𐍟 |
| U+1036x | 𐍠 | 𐍡 | 𐍢 | 𐍣 | 𐍤 | 𐍥 | 𐍦 | 𐍧 | 𐍨 | 𐍩 | 𐍪 | 𐍫 | 𐍬 | 𐍭 | 𐍮 | 𐍯 |
| U+1037x | 𐍰 | 𐍱 | 𐍲 | 𐍳 | 𐍴 | 𐍵 | 𐍶  | 𐍷  | 𐍸  | 𐍹  | 𐍺  |   |   |   |   |   |
| Примечания 1.^ По состоянию на версию 15.0. 2.^ Серые клетки обозначают зарезервированные кодовые позиции. |   |   |   |   |   |   |   |   |   |   |   |   |   |   |   |   |

## Пример текста
Фрагмент надписи на иконе Троицы Зырянской (18:1, Бытие):
| Оригинальная надпись древнепермским письмом | 𐍡𐍔𐍥𐍮𐍱𐍛𐍜𐍩𐍥𐍙𐍡𐍙𐍹𐍔𐍐𐍣𐍠𐍐𐍜𐍛𐍣𐍜𐍐𐍜𐍑𐍠𐍙𐍢𐍣𐍟𐍣𐍓𐍩𐍠𐍯𐍝𐍟𐍣𐍚𐍯𐍥𐍛𐍣𐍡𐍯𐍛𐍣𐍩̈𐍘𐍩̈𐍡𐍮𐍩𐍘𐍯𐍝𐍤𐍞𐍜𐍛𐍩𐍝𐍡𐍯𐍛𐍩𐍝,𐍛𐍣𐍝𐍥𐍣𐍠𐍩.                            |
| То же, с разделением слов                   | 𐍡𐍔𐍥 𐍮𐍱𐍛𐍜𐍩𐍥𐍙𐍡 𐍙𐍔𐍝 𐍐𐍣𐍠𐍐𐍜𐍛𐍣 𐍜𐍐𐍜𐍑𐍠𐍙 𐍢𐍣𐍟𐍣 𐍓𐍩𐍠𐍯𐍝 𐍟𐍣𐍚𐍯𐍥𐍛𐍣 𐍡𐍯𐍛𐍣 𐍩̈𐍘𐍩̈𐍡 𐍮𐍩𐍘𐍯𐍝 𐍤𐍞𐍜𐍛𐍩𐍝 𐍡𐍯𐍛𐍩𐍝, 𐍛𐍣𐍝𐍥𐍣𐍠𐍩.              |
| Современной кириллицей коми                 | сэсь велмӧссис ен аврамлу мамбри тупу дорын пукысьлу сылу ӧдзӧс водзын чомлӧн сылӧн, луншурӧ.          |
| На церковнославянском                       | Ꙗ҆ви́сѧ же є҆мꙋ̀ бг҃ъ ᲂу҆ дꙋ́ба мамврі́йска, сѣдѧ́щꙋ є҆мꙋ̀ пред̾ две́рьми сѣ́ни своеѧ̀ въ полꙋ́дни.                    |
| На русском (синодальный перевод)            | И явился ему Господь у дубравы Мамре, когда он сидел при входе в шатер [свой], во время зноя дневного. |